# Denumiri ale romilor

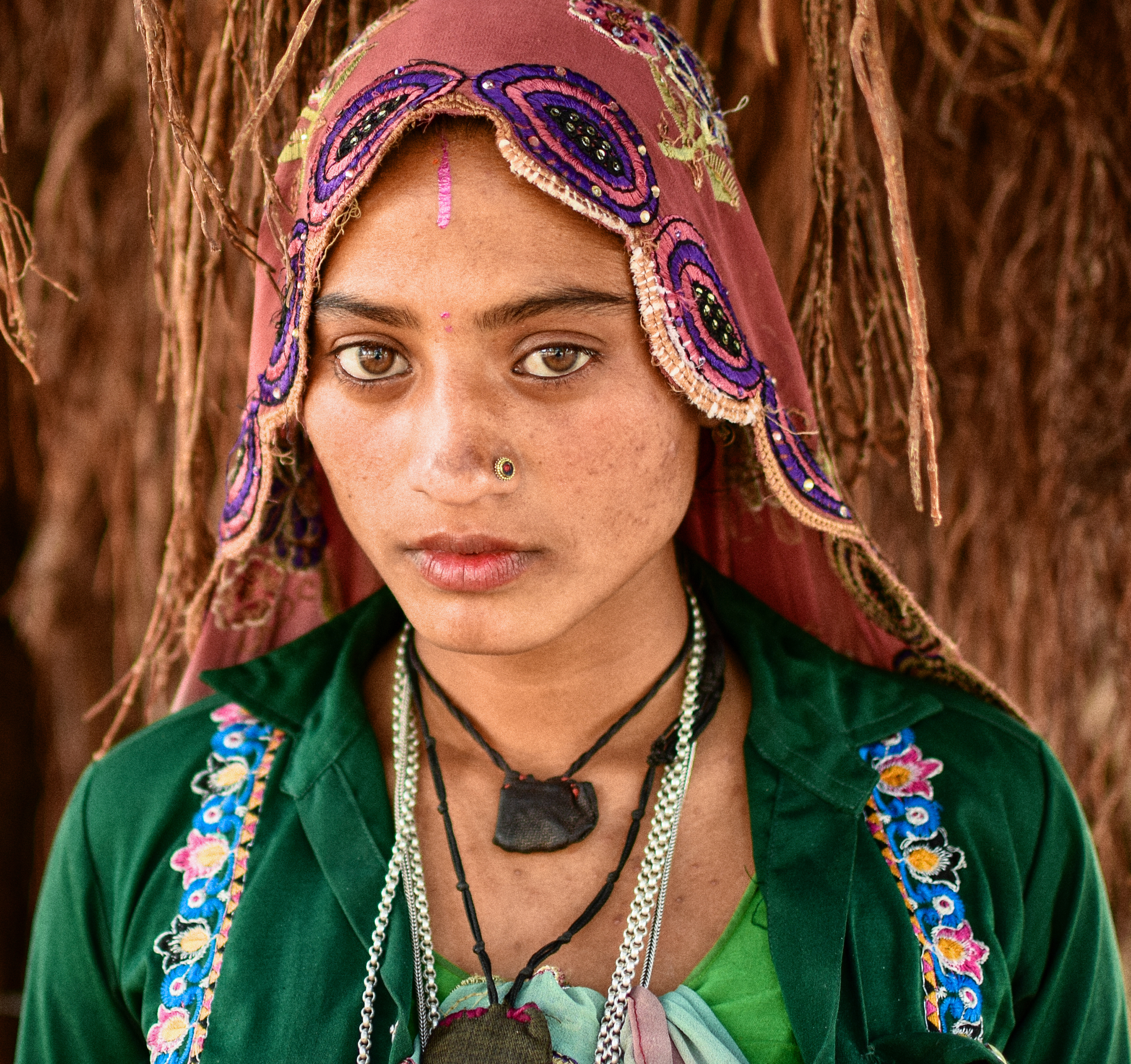
Tânără romă

Poporul rom este cunoscut sub o varietate de etnonime, printre care gitani, romi, romani, tsinganoi, boemi și diferite variații lingvistice ale acestora. Există, de asemenea, numeroase subgrupuri și clanuri cu propriile auto-desemnări, cum ar fi sinti, căldărari, băieși, manouche, lovari, lăutari, machvaya, Romanichal, Romanisael, Calé, Kale, Kaale, Xoraxai, Xaladytka, Urgeres și ursari. 
În unele regiuni, rom este termenul principal folosit în contexte politice pentru a se referi la poporul rom în ansamblu. Deoarece toți romii folosesc cuvântul romani ca adjectiv, romani a început să fie folosit ca substantiv alternativ pentru întregul grup etnic. Este folosit de organizații precum Națiunile Unite și Biblioteca Congresului SUA. Cu toate acestea, Congresul Mondial al Romilor, Consiliul Europei și alte organizații folosesc termenul de rom pentru a se referi la romii din întreaga lume și recomandă ca romani să se limiteze la limbă și cultură: limba romani, cultura romani.

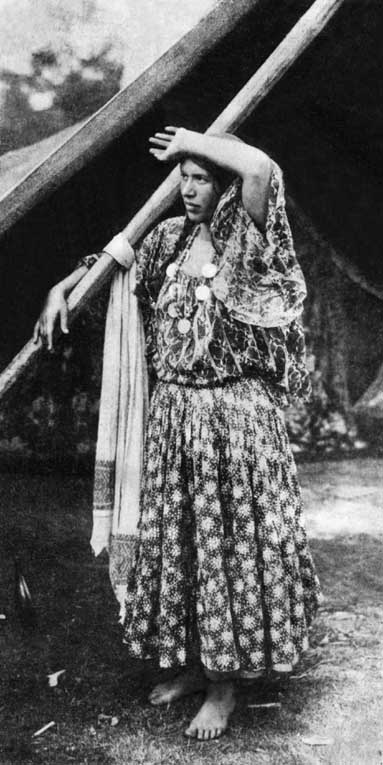
Femeie romă căldărar

În limba engleză (conform Oxford English Dictionary), rom este substantiv (cu pluralul roma sau roms, în limba română romi) și adjectiv, în timp ce romani este, de asemenea, substantiv (cu pluralul romanies) și adjectiv. Atât rom, cât și romani au fost folosite în engleză încă din secolul al XIX-lea ca alternativă pentru gitan.
Uneori, rom și romani sunt scrise cu un dublu r, adică rrom și rromani, mai ales în România pentru a se distinge de endonimul românesc (români), cu care nu are nicio legătură. Acest lucru este bine stabilit în limba romani în sine, deoarece reprezintă un fonem (/ʀ/ scris și ca ř și rh), care în unele dialecte romani a rămas diferit de cel scris cu un singur r.

## Etimologie
Demonimele poporului rom, lom și dom au aceeași origine etimologică, reflectând sanscritul Ḍoma⁠(d) „un om de castă joasă, care trăiește prin cânt și muzică”.
Originea finală a termenului sanscrit ḍoma (posibil dintr-o limbă dravidiană) este incertă. Tulpina sa, ḍom, este legată de tobe, legată de rădăcina verbală sanscrită ḍam- „a suna (ca o tobă)”, poate un împrumut de la dravidiană, de exemplu termenul în limba kannada ḍamāra - „o pereche de tobe din ibric”, și în limba telugu ṭamaṭama - „o tobă”.

## Listă de denumiri

### Gitan/Țigan
În mai multe țări, se credea că romii provin din Egipt.
- bască: ijito [12][13]
- spaniolă: gitano

### Tsinganoi
În cea mai mare parte a Europei continentale, ei sunt cunoscuți sub denumiri legate de termenul grecesc τσιγγάνοι (tsinganoi):
- limbi slave
  - belarusă цыгане
  - bulgară: цигани, tsigani (Romi)
  - cehă cikáni (synonym: Romové)
  - macedoneană цигани, tsigani (synonym: ѓупци)
  - poloneză Cyganie (synonym: Romowie)
  - rusă цыгане, tsygane
  - sârbocroată цигани, cigani
  - slovacă cigáni
  - slovenă cigani
  - ucraineană цигани, tsyhani
- limbi germanice'
  - afrikaans sigeuner
  - daneză sigøjnere
  - neerlandeză zigeuner
  - germană Zigeuner
  - islandeză sígaunar
  - limba norvegiană:
    - Bokmål sigøynere
    - nynorsk sigøynarar

  - suedeză zigenare
- limbi romanice
  - franceză tsiganes, tziganes
  - galiciană ciganos (cei din Europa Centrală și de Est),[14] cíngaros (cei din Italia)[15]
  - italiană zingari, zigani
  - portugheză ciganos, zíngaros
  - română țigani
  - siciliană zìngari, zanni
  - spaniolă cíngaros
- alte limbi indo-europene
  - albaneză Cigan
  - limba armeană: gnčʿu
  - romi balcanici: Čingaren
  - Caló (romi spanioli): čingarár
  - Esperanto Cigano
  - Hindi: चिंगारी Chingaari
  - letonă čigāni
  - lituaniană Čigonai
  - limba persană: کولی, Koli
  - turcă Çingene (dialect: Çingan sau Cingan)
  - Urdu: Changar
- limbi uralice
  - maghiară cigány; și termenul „rom” este foarte răspândit, deoarece termnul „țigan” este considerat de unii ca fiind jignitor.

Numele provine din greaca bizantină ἀτσίγγανοι (atsinganoi, în latină adsincani) sau ἀθίγγανοι (athinganoi, literalmente „de neatins”), termen aplicat sectei Melchisedechienilor. Adsincanii apar într-un text din secolul al XI-lea păstrat în Muntele Athos, Viața Sfântului Gheorghe Athonitul (scrisă în limba georgiană), ca „un popor samaritean, descendenți ai lui Simon Magul, pe nume adsincani, care erau vrăjitori și ticăloși renumiți”. În text, împăratul Constantin al IX-lea Monomahul îi folosește pe adsincani pentru a extermina animalele sălbatice, care distrugeau vânatul în parcul imperial Philopation.
O abordare etimologică alternativă urmărește grecescul tsiganos/atsiganos în cuvintele sanscrite atingan(in) și tyāgan(in), cu sensul „nomad, migrant, căutător, călător”.

### Boemi
Deoarece mulți romi care trăiau în Franța au venit prin Boemia, ei au fost numiți boemi. Acest termen va fi mai târziu adaptat de francezi pentru a se referi la un anumit stil de viață artistic și sărac al unui individ, cunoscut sub numele de boem.
- bască: buhame (în dialectele nordice)[22][23]

### Romi
- cehă Romové (sinonim)
- poloneză Romowie (sinonim)
- bască: Erromintxela⁠(d) sau txingartu (pentru romii care vorbesc limba bască)
- chineză: 罗姆人 Luōmǔrén
- limba coptă: ⲣⲱⲙⲁ Roma
- japoneză: ロマ Roma

### Alte denumiri
- albaneză: arixhi (mânuitor de urși)
- arabă: غجر ghájar
- azeră Qaraçı
- estonă: mustlased (din cuvântul „must” care înseamnă întunecat la piele, negru sau murdar și „-lane” denotă apartenența la un grup)
- finlandeză: mustalaiset (de la „musta” și „-lainen” în mod analog cu limba estonă de mai sus)
- georgiană: ბოშები bošebi
- ebraică: צוענים (din orașul Soan din Egipt)
- kurdă قەرەچی, qaraçı (din turcă); دۆم, dom
- mingreliană: ჩაჩანეფი çaçanephi
- spaniolă: calé [24]